# 菩提心
菩提心（ぼだいしん、梵: bodhi-citta）とは、さとり（菩提,bodhi）を求める心（citta）のこと。または「生きとし生けるものすべての幸せのため、自分自身が仏陀の境地を目指す」という請願と、その実現にむけて行動する意図をいう。大乗仏教に特有の用語である。菩提心は阿耨多羅三藐三菩提心の略とされ、無上道心、無上道意、道心ともいう。
特に利他を強調した求道心のことを菩提心といい、大乗仏教では「さとりを求めて世の人を救おうとする心」という意味も菩提心に含める。菩提心は、菩薩においては四弘誓願（しぐせいがん）にあたる。菩提心は大乗仏教の菩薩の唯一の心であり、一切の誓願を達成させる威神力をもつとされた。
菩提心とは何かについては特に漢訳仏教圏で古くから論議され、龍樹（中観派を創始した龍樹とは別人）の『菩提心離相論』や著者不詳の『菩提心觀釋』などが知られている。

## 発菩提心と発心
菩提心を起こすことを発菩提心（ほつぼだいしん）という。生きとし生けるものすべての幸せのため、悟りを求めようと決心することであり、発心のことである。

## 菩提心のメタファー
菩薩の菩提心は、インド原産のクワ科イチジク属の植物ベンガルボダイジュ（banyan）に喩えられる。広大に広がる姿が〈あまねくいっさいを覆う〉菩薩の菩提心の喩えとされ、一方では「形も定まらず、始まりも終りもない」輪廻の象徴ともされる。
なお、菩提の象徴はインドボダイジュ（bodhi tree, bo tree）であり、釈迦の入滅の象徴は娑羅双樹である。